# Корнеев, Владимир Дмитриевич
Владимир Дмитриевич Корнеев (28 февраля 1924 — 13 сентября 1944) — советский военнослужащий, помощник командира взвода 41-й отдельной гвардейской разведывательной роты 39-й гвардейской стрелковой дивизии (8-я гвардейская армия, 1-й Белорусский фронт), гвардии старший сержант. Герой Советского Союза 1944.

## Биография
Владимир Дмитриевич Корнеев родился 28 февраля 1924 года в посёлке Глухово (ныне в составе города Ногинска) в семье комбрига РККА Дмитрия Ивановича Корнеева. В 1939 году семья переехала в Электросталь, и Володя поступил учиться в седьмой класс школы № 3. В начале войны работал на заводе.
В июле 1942 года был призван в ряды Красной Армии и после непродолжительной учёбы направлен миномётчиком в 112-ю стрелковую дивизию 62-й армии. В боях под Сталинградом был ранен.
После выздоровления был направлен для прохождения службы в 41-ю отдельную гвардейскую разведывательную роту 39-й гвардейской стрелковой дивизии. За успешное выполнение одного из заданий В. Д. Корнеев награждён орденом Красной Звезды, а в апреле 1944 года — орденом Славы III степени. Кандидат в члены ВКП(б).
Свой главный подвиг гвардии старший сержант В. Д. Корнеев совершил при форсировании Вислы 1 августа 1944 года и захвате плацдарма. Он первым высадился на левый берег реки, увлекая за собой разведчиков, и под непрерывным огнём противника первым ворвался в траншею врага, застрелив немецкого офицера. Затем с небольшим отрядом солдат он выбил немцев со второй линии обороны, лично уничтожив в этой схватке 6 гитлеровцев и 2 ручных пулемёта и захватив вражескую технику.
Звание Героя Советского Союза Владимиру Дмитриевичу Корнееву было присвоено 24 марта 1945 года.
Погиб 13 сентября 1944 года в боях около деревни Цецюловки, в 40 км от Вислы. Похоронен в селе Целеевка в 9 километрах севернее села Магнушев, Польша.

## Награды и звания
- Звание Герой Советского Союза. Указ Президиума Верховного Совета СССР от 24 марта 1945 года:
  - медаль «Золотая Звезда»,
  - орден Ленина.
- Орден Красной Звезды[2].
- Орден Славы III степени[3].

## Память
- Улица в г. Электросталь[4].
- Школа № 3 г. Электросталь[5].

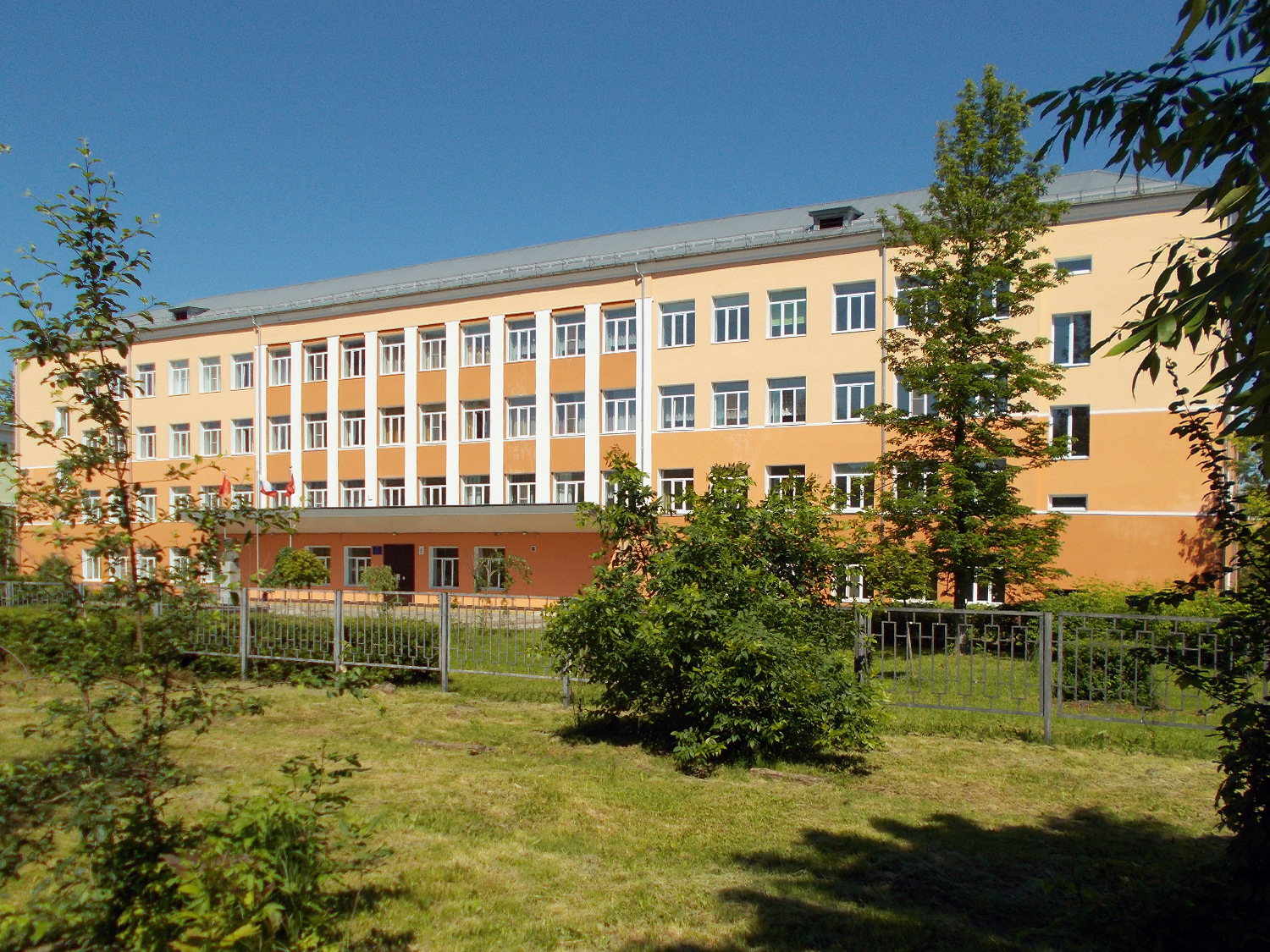
Школа № 3 в городе Электросталь

- Бюст в г. Электросталь (автор Ю. Орехов).